# Masdevallia loui
Masdevallia loui är en orkidéart som beskrevs av Carlyle August Luer och Stig Dalström. Masdevallia loui ingår i släktet Masdevallia och familjen orkidéer. Inga underarter finns listade i Catalogue of Life.